# Durcheinander (Tschechow)

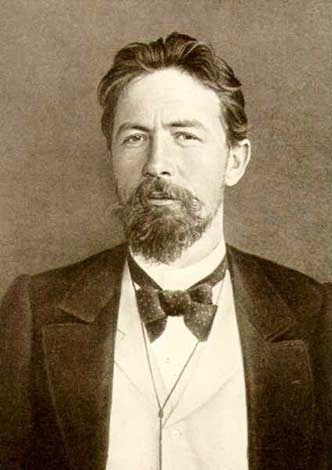
Anton Tschechow

Durcheinander (russisch Переполох, Perepoloch) ist eine Kurzgeschichte des russischen Schriftstellers Anton Tschechow, die am 3. Februar 1886 in der Tageszeitung Peterburgskaja gaseta erschien. In einem Brief vom 25. Mai 1903 an den Autor lobte Tolstoi die Geschichte. Zu Lebzeiten Anton Tschechows wurde der Text ins Deutsche, Polnische und Serbokroatische übersetzt.

## Inhalt
Die junge Maschenka Pawlezkaja ist in dem wohlhabenden Hause des Nikolai Sergejitsch Kuschkin als Gouvernante angestellt. Als Maschenka von einem Spaziergang ein wenig vorzeitig zurückkehrt, ertappt sie die Hausherrin Fedosja Wassiljewna Kuschkina, wie diese ihr Zimmer durchsucht. Der Kuschkina ist eine Zweitausend-Rubel-Brosche abhandengekommen. Dem übrigen Dienstpersonal ist es noch schlimmer als der Gouvernante ergangen. Es wurde splitternackt ausgezogen und durchsucht.
Maschenkas Eltern – der Vater hat ein Berufsleben als Lehrer hinter sich – fristen ihr Dasein weitab. Trotzdem will das Fräulein wegen der inakzeptablen Behandlung von sich aus den Dienst quittieren. Als sie ihre Sachen zusammenpackt, wird sie vom Hausherrn aufgesucht. Dieser will sie unter vier Augen zum Bleiben überreden. Er, so Kuschkin, habe die Brosche genommen. Denn seine Gattin habe peu à peu alle Verfügungsgewalt über die von seinem Vater ererbten Finanzen und Vermögenswerte an sich gerissen. So leid dies Maschenka tut, so unsicher ihre Zukunft ist – die des Diebstahls verdächtigte Gouvernante geht.

## Verfilmungen
- Durcheinander. Kurzfilm (russisch, 16 min) bei YouTube.
- Durcheinander. Kurzfilm (russisch, 5 min) bei YouTube.

## Verwendete Ausgabe
- Gerhard Dick (Hrsg.), Wolf Düwel (Hrsg.): Anton Tschechow: Gesammelte Werke in Einzelbänden: Durcheinander. S. 480–489 in: Gerhard Dick (Hrsg.): Anton Tschechow: Vom Regen in die Traufe. Kurzgeschichten. Aus dem Russischen übersetzt von Ada Knipper und Gerhard Dick. Mit einem Vorwort von Wolf Düwel. 630 Seiten. Rütten & Loening, Berlin 1964 (1. Aufl.)[2]